# 上海电动大奖赛
上海电动大奖赛是一项電動方程式赛事。首場上海电动大奖赛賽事于2024年5月25日在上海国际赛车场举行。

## 历史
2023年10月19日，2023－24年世界電動方程式錦標賽赛程公布，首場上海电动大奖赛將於次年5月在上海国际赛车场舉辦，而且上海电动大奖赛共有两场比赛。 
上海国际赛车场也是一级方程式赛车中國大獎賽的举办地。 不過上海电动大奖赛的赛道比一级方程式赛车中國大獎賽的賽道要短。 